# Рамин Резејан
Рамин Резејан Самесканди (перс. ‎‎رامین رضاییان, латинизовано: ; Сари, 21. март 1990) професионални је ирански фудбалер који примарно игра у одбрани на позицији десног бека.

## Клупска каријера
Резејан професионалну каријеру започиње 2009. у дресу екипе Саба Ком из града Кома, у чијем дресу је одиграо четири сезоне и на 102 одигране утакмице постигао 9 голова. Потом одлази у Техеран где потписује трогодишњи уговор са прволигашем Рах Аханом, да би две године касније прешао у редове једног од најбољих иранских клубова Персеполиса. 
У јулу 2017. по први пут напушта Иран и одлази у Белгију где поптисује двогодишњи уговор са екипом Остендеа. За белгијски тим је дебитовао 27. јула 2017. у утакмици трећег кола квалификација за Лигу Европе против Олимпика из Марсеља. 

## Репрезентативна каријера
За сениорску репрезентацију Ирана дебитовао је 4. јануара 2015. у пријатељској утакмици са селекцијом Ирака. Потом је био у саставу репрезентације за Азијски куп 2015. у Аустралији али није одиграо ни једну од четири утакмице за тим.
Селектор Карлос Кејроз уврстио га је на списак играча за Светско првенство 2018. у Русији, где је одиграо све три утакмице у групи Б.

### Голови за репрезентацију
| №  | Датум              | Место    | Ривал              | Гол. | Рез. | Такмичење                 |
| -- | ------------------ | -------- | ------------------ | ---- | ---- | ------------------------- |
| 1. | 17. новембар 2015. | Дедедо   | Гвам               | 3:0  | 6:0  | Квалификације за СП 2018. |
| 2. | 10. новембар 2016. | Шах Алам | Папуа Нова Гвинеја | 8:1  | 8:1  | Пријатељска утакмица      |

## Успеси и признања
ФК Персеполис
- Првенство Ирана (1): 2016/17.